# Championnats d'Afrique de cyclisme sur route 2007
Navigation
Championnats d'Afrique 2006 Championnats d'Afrique 2008
Les Championnats d'Afrique de cyclisme sur route 2007 se sont déroulés du 9 au 11 novembre 2007 à Yaoundé(Cameroun).

## Résultats
| Compétitions     | Or                    | Argent             | Bronze             |
| Hommes           |                       |                    |                    |
| Course en ligne  | Nicholas White        | Johann Rabie       | Jay Robert Thomson |
| Contre-la-montre | Nicholas White        | Jay Robert Thomson | Bereket Yemane     |
| Femmes           |                       |                    |                    |
| Course en ligne  | Marissa van der Merwe | Lynette Burger     | Yolandi du Toit    |
| Contre-la-montre | Lynette Burger        | Yolandi du Toit    | Aurélie Halbwachs  |